# Тигр (подводная лодка)
«Тигр» — российская подводная лодка типа «Барс». Построена в 1914—1915 годах, входила в состав Балтийского флота. Участвовала в Первой мировой войне, до 1935 года использовалась как учебная.

## История строительства
«Тигр» был заложен 3 июля 1914 года на Адмиралтейском заводе, предназначался для Балтийского флота. Полностью готовый корпус был в разобранном виде перевезён в Ревель, где на заводе «Ноблесснер» лодку достроили, причём «Тигр» стал первым кораблём из построенных здесь. Спуск на воду состоялся 5 сентября 1915 года, 14 апреля 1916 года лодка вступила в строй и вошла в состав 2-го дивизиона Дивизии подводных лодок Балтийского моря.
В отличие от первых лодок проекта, на «Тигре» бортовые ниши торпедных аппаратов сделали меньше, примерно 50 см глубиной, с целью улучшения мореходности в надводном положении и для уменьшения вероятности повреждения торпед и выбивания из аппаратов. В дальнейшем с нишами такой конструкции, «по типу ПЛ „Тигр“», вступили в строй все подводные лодки типа «Барс», построенные в Ревеле на «Ноблесснере».

## История службы
В 1915 году на «Тигре» проводились испытания устройства на 8 мин, но в серию оно не пошло и было демонтировано. Подводная лодка принимала участие в Первой мировой войне, совершила 12 походов: несла позиционную и дозорную службу, прикрывала минные постановки и действия лёгких сил флота. В 1916 году на «Тигре» испытывался подводный радиотелеграф системы Стогова.
В 1917 году экипаж лодки принимал активное участие в Февральской и Октябрьской революциях. Тогда же «Тигр» совершил два похода на коммуникации противника. Два транспорта были потоплены артиллерией, ещё два — минами.
«Тигр» участвовал в Ледовом походе, 21—25 февраля перейдя из Ревеля в Гельсинфорс, а 5—10 апреля — из Гельсинфорса в Кронштадт. Уже при швартовке в Кронштадтской гавани из-за большой скорости лодка разбила себе носовую оконечность о причальную стенку. В июле «Тигр» перешёл на Ладожское озеро, базировался на Шлиссельбург. В конце 1918 года вернулся на Балтику, прошёл ремонт, Новый год встретил в разведывательном походе по Финскому заливу, на базу возвращался сквозь сплошной лёд, за ледоколом.
В 1921 году лодка была переименована в ПЛ-1, некоторые источники утверждают, что до этого — носила название «№ 6». В 1922 году переименована в «Коммунар», до 1924 года прошла капитальный ремонт. В мае 1925 года «Коммунар» участвовал в групповом походе с лодками «Комиссар» и «Батрак».
В конце 1920-х годов «Коммунар» неоднократно совершал учебные походы. В 1932 году участвовал в параде кораблей на Неве. 15 сентября 1934 года переименован в Б-1.
10 марта 1935 года выведен из состава флота, разоружён и сдан на утилизацию.

## Память
24 июля 1991 года наименование «Тигр» получила российская многоцелевая атомная подводная лодка К-154 проекта 971.

## Известные люди служившие на лодке
- Шергин, Александр Петрович — В 1926—1930 гг. служил минёром, помощником командира лодки. Впоследствии капитан 1-го ранга, служил на руководящих и штабных должностях, писал и переводил книги о боевых действиях подводных лодок во Второй мировой войне.